# Elecciones provinciales de Río Negro de 1995
Las elecciones generales de la provincia de Río Negro de 1995 tuvieron lugar el domingo 14 de mayo del mencionado año, con el objetivo de renovar las instituciones provinciales y municipales de la provincia al mismo tiempo que se realizaban las elecciones presidenciales y legislativas a nivel nacional. Fueron las cuartas elecciones provinciales desde la restauración de la democracia en 1983, así como los octavos comicios rionegrinos desde la provincialización del territorio en 1958. Bajo la constitución provincial vigente, se debía elegir al Gobernador y al Vicegobernador en fórmula única, así como a los 43 integrantes de la Legislatura Provincial mediante un sistema mixto proporcional y distrital, conformando los poderes ejecutivo y legislativo de la provincia para el período 1995-1999. Al mismo tiempo, se eligió a las autoridades locales de los numerosos municipios de la provincia, compuestos por un intendente con un mandato de dos o cuatro años que ejercería el poder ejecutivo y un Concejo Deliberante a cargo del poder legislativo.
El gobernador en ejercicio, Horacio Massaccesi, de la Unión Cívica Radical (gobernante desde la restauración de la democracia), se presentó como candidato presidencial del radicalismo a nivel nacional, mientras que en Río Negro el candidato para sucederlo fue el ex vicegobernador Pablo Verani. Su principal oponente fue el senador nacional Remo Costanzo, del Partido Justicialista, que acordó una alianza electoral con el Movimiento Patagónico Popular, liderado  por Julio Rodolfo Salto, quien fue su compañero de fórmula en el denominado «Frente para el Cambio». La irrupción del Frente País Solidario o FREPASO como una amenaza seria para el bipartidismo peronista-radical a nivel nacional no tuvo el mismo empuje en la provincia, pero de todas formas se configuró con el Frente Grande y el Partido Intransigente como integrantes, postulando la candidatura gubernativa del exministro de Economía provincial Omar Lehner. Ante las dificultades que sufría la candidatura presidencial de Massaccesi y la difícil situación de la provincia, la UCR rionegrina preveía una elección estrecha, lo que lo llevó a formar una coalición denominada Alianza para la Patagonia, la primera vez en su historia en que el candidato gubernativo del radicalismo rionegrino no concurría apoyado solamente por el propio partido.
Poco antes de las elecciones, el gobierno de Massaccesi convocó por decreto el 28 de febrero a una consulta popular no vinculante para el domingo 19 de marzo, en la cual se decidiría sobre una serie de privatizaciones eventuales de servicios públicos (riego, energía, y trenes). Se considera que el plebiscito tenía como objetivo rivalizar con el gobierno de Carlos Menem y su programa privatizador para dar impulso a la campaña radical a nivel nacional. Efectivamente, el «No» a las privatizaciones obtuvo un triunfo rotundo con el 64% de las preferencias, mientras que un 10% las apoyó y el resto de los votos fueron en blanco y anulados, correspondiendo a la oposición provincial que optó mayormente por apoyar la abstención.
En medio de una crisis salarial que afectó severamente a la provincia durante el último período de la gestión de Massaccesi, con masivas manifestaciones sindicales y represión policial, Verani obtuvo un triunfo ínfimo, obteniendo el 44,88% de los votos positivos contra el 44,59% de Costanzo, una diferencia de solo 624 votos exactos. Massaccesi no logró revertir la tendencia desfavorable y se ubicó en el tercer puesto en las elecciones presidenciales a nivel nacional, la primera vez que un candidato radical no alcanzaba el primer o segundo lugar, viéndose igualmente arrastrado a una derrota en su provincia ante el presidente Carlos Menem, que resultó reelegido, pero conservando el segundo puesto. Aunque afectado por la polarización provincial y la hegemonía radical, Lehner obtuvo el 9,33% de los votos, logrando establecerse como una tercera fuerza en la provincia. El plano legislativo benefició al bipartidismo debido al sistema electoral mixto, con 22 bancas para la Alianza por la Patagonia, 20 para el Frente para el Cambio y uno para el FREPASO, conservando el partido gobernante una estrecha mayoría absoluta de un escaño. La participación fue del 83,20% del electorado registrado.
Verani fue juramentado como gobernador el 10 de diciembre de 1995, con Bautista Mendioroz como vicegobernador.

## Contexto
El segundo mandato de Horacio Massaccesi, reelegido en 1991 por un margen abrumador sobre el justicialista Víctor Sodero Nievas, se caracterizó por un deterioro de la situación económica de la provincia y, por extensión, del llamado «Proyecto Rionegrino», un concepto de estado de bienestar que había ocupado los espacios abandonados por el estado nacional con el proceso de privatización impulsado por las políticas neoliberales que implementaba el presidente Menem. La provincia tuvo un fuerte endeudamiento provocado por los efectos de la Ley de Convertibilidad del Austral aprobada en 1991, que establecía una paridad entre el peso argentino y el dólar estadounidense, pasando el déficit fiscal de la provincia de 163 millones de pesos en 1994 a 178 en 1995, y la deuda pública a 700 millones. Del mismo modo, la buena relación entre Menem y Massaccesi, a quien varios dirigentes radicales acusaron de tener las mismas falencias y tendencias corruptas del gobierno nacional, condujo a que el gobernador fuera despectivamente apodado entre sectores opositores como el «Menem rubio».
A pesar de lo anterior, la hegemonía electoral de la Unión Cívica Radical (UCR) no pareció correr peligro durante la primera mitad del período. Las elecciones legislativas de 1993 en la provincia constituyeron la primera vez que la UCR local concurría en coalición con otro partido, contando con el apoyo del Movimiento de Integración y Desarrollo (MID), y logrando una amplia victoria con el 42,05% de los votos de Oscar Alfredo Machado (que había perdido en 1989) sobre el 29,97% del peronista Miguel Ángel Pichetto y el 17,80% Movimiento Patagónico Popular (MPP) fundado por Julio Rodolfo Salto. El Partido Provincial Rionegrino (PPR), en franca decadencia, cayó a su punto más bajo con un 2,73% y se ubicó detrás de una nueva formación de carácter derechista, el Movimiento por la Dignidad y la Independencia (MODIN). El Frente Grande que a nivel nacional conducía Carlos "Chacho" Álvarez irrumpió modestamente en la provincia con un 2,58%. Fueron las últimas elecciones antes de la reforma constitucional de 1994, que habilitaría al presidente Carlos Menem para presentarse a un segundo mandato.
La verdadera irrupción del Frente Grande en la provincia se dio con las elecciones a la Convención Constituyente. El radicalismo obtuvo nuevamente un triunfo amplio ante una oposición que manifestaba profundas divisiones, atomizándose el voto opositor en varios partidos, y logrando el Frente Grande (que más tarde configuraría la coalición Frente País Solidario o FREPASO) el tercer puesto con el 9,73% de las preferencias. La victoria radical en Río Negro terminó de posicionar a Massaccesi, que buscaba nacionalizar su figura, de cara a las primarias presidenciales, que tuvieron lugar a finales del mismo año con el objetivo de elegir al candidato radical de cara a los comicios de 1995. En fórmula con el ex convencional constituyente Antonio María Hernández y apoyado por el expresidente Raúl Alfonsín y el gobernador cordobés Eduardo Angeloz, Massaccesi derrotó ampliamente a Federico Storani, del sector más progresista del radicalismo y que proponía un acuerdo electoral con el FREPASO.
Ante esta situación, se consideraba muy improbable que la UCR rionegrina fuera derrotada, considerándose factible que la hegemonía radical en el distrito se extendiera a los dieciséis años. Sin embargo, este breve viraje favorable para el radicalismo en Río Negro se vio interrumpido por la crisis del tequila a finales de 1994, que complicó las posibilidades de contraer más deuda para el estado provincial, desencadenando una profunda crisis social a principios de 1995. La administración pública había aumentado considerablemente los gastos corrientes durante los últimos años, pasando de un gasto de 294 millones de pesos en el año 1991 a 416 millones en 1994. Estas políticas acabaron dejando al Banco de la Provincia de Río Negro (BPRN) sin posibilidades de pagar los sueldos atrasados. El estado nacional se negó a ayudar financieramente  al gobierno provincial en enero de 1995. En ese momento, Massaccesi se encontraba a nueve puntos de Menem en las encuestas, lo que dejaba abierta la posibilidad de una segunda vuelta electoral, mientras que unos meses atrás se había encontrado tercero detrás del FREPASO y los intercambios financieros habían sido fluidos. Massaccesi acusó al gobierno de Menem de estar realizando maniobras intencionales para «estrangular» económicamente a la provincia, con el objetivo real de descalabrar su candidatura presidencial.
El 28 de febrero de 1995, Massaccesi decretó el llamado a una consulta popular (obligatoria pero no vinculante) para resolver la privatización de ciertos servicios públicos particulares: riego, energía y trenes, llamando a votar por el «No». La oposición pidió el boicot por medio del voto en blanco, bajo el alegato de que se trataba de una maniobra de campaña. Finalmente, el 64% del electorado se expresó en contra de las privatizaciones, mientras que un 26% de los votantes se abstuvo mediante el voto en blanco o anulado, y solo un 10% voto por el «Sí». Con este resultado, Massaccesi recuperó algo de empuje en su campaña y la UCR rionegrina pareció fortalecerse de cara a la renovación gubernativa. A pesar de que el radicalismo se había debilitado debido a la situación económica, la posición «ambigua» del justicialismo rionegrino fue también perjudicial para sus posibilidades electorales.
La conflictividad social en la provincia continuó aumentando en los meses previos a las elecciones. Los sindicatos del sector público se agruparon en el Frente de Gremios Estatales, iniciando grandes manifestaciones en toda la provincia que recibieron el apoyo masivo de los jubilados. También se ocuparon edificios públicos y se interrumpió la actividad escolar, resultando en que 1995 fuera el año con menor cantidad de clases dictadas en su ciclo lectivo dentro del registro histórico de la provincia.

## Reglas electorales

### Cargos a elegir
Las elecciones se realizaron bajo el texto constitucional sancionado el 3 de junio de 1988, siendo los segundos comicios provinciales que tenían lugar bajo dicha carta magna provincial. La misma establecía los siguientes cargos y procedimientos de elección:
- Gobernador y vicegobernador electos por mayoría simple.
- 43 diputados, la totalidad de los miembros de la Legislatura Provincial:
  - 19 diputados electos por toda la provincia por sistema d'Hondt con un piso electoral de 5%.
  - 24 diputados electos en 8 circuitos electorales de 3 diputados cada uno por sistema d'Hondt con un piso electoral de 22%.

### Renovación legislativa
| Alto Valle Centro Alto Valle Este Alto Valle Oeste Andino Atlántico Línea Sur Valle Inferior Valle Medio | Alto Valle Centro Alto Valle Este Alto Valle Oeste Andino Atlántico Línea Sur Valle Inferior Valle Medio | Alto Valle Centro Alto Valle Este Alto Valle Oeste Andino Atlántico Línea Sur Valle Inferior Valle Medio | Alto Valle Centro Alto Valle Este Alto Valle Oeste Andino Atlántico Línea Sur Valle Inferior Valle Medio |
| Circuito                                                                                                 | Diputados circuitales                                                                                    | Diputados poblacionales                                                                                  | Total |
| --- | --- | --- | --- |
| Alto Valle Centro                                                                                        | 3 | 19 | 43 |
| Alto Valle Este                                                                                          | 3 | 19 | 43 |
| Alto Valle Oeste                                                                                         | 3 | 19 | 43 |
| Andino                                                                                                   | 3 | 19 | 43 |
| Atlántico                                                                                                | 3 | 19 | 43 |
| Línea Sur                                                                                                | 3 | 19 | 43 |
| Valle Inferior                                                                                           | 3 | 19 | 43 |
| Valle Medio                                                                                              | 3 | 19 | 43 |
| Total | 24 | 19 | 43 |

## Candidaturas
El candidato a gobernador de la oficialista Unión Cívica Radical, elegido paralelamente con la consulta popular no vinculante, fue Pablo Verani, hasta entonces intendente de la localidad de General Roca (que constituía una de las urbes más pobladas de la provincia) y una importante figura de la región del Alto Valle. Su compañero de fórmula y candidato a vicegobernador sería Bautista Mendioroz, que hasta entonces ejercía como diputado provincial por el circuito Valle Inferior. El naciente «veranismo» tenía sus raíces en el distrito roquense, donde la UCR había logrado sus mayores triunfos en las últimas elecciones legislativas y de convencionales constituyentes, siendo estas victorias claves para que Verani alcanzara la candidatura gubernativa. La elección coincidió con el comienzo de una estrategia frentista por parte de la UCR, que hasta entonces había competido por sí sola en los comicios gubernativos, fundándose la Alianza por la Patagonia, de la que formó parte el cada vez más debilitado Partido Provincial Rionegrino, el Movimiento de Integración y Desarrollo, y el Partido Demócrata Cristiano, a pesar de que el PDC y el PPR habían mostrado en tiempos anteriores mayor tendencia a aliarse con el justicialismo.
Con respecto a la principal formación opositora, el Partido Justicialista, este retomó la formación de alianzas para competir en las elecciones luego de los malos desempeños sufridos cuando compitió en solitario en 1991, 1993 y 1994. El candidato a gobernador del partido sería Remo Costanzo, senador nacional que había sido ya candidato contra Massaccesi en su primera elección en 1987, resultando derrotado por poco menos de tres puntos. Costanzo accedió a la candidatura tras derrotar en las internas partidarias a Eduardo Rosso, vinculado al sector del justicialismo que conducía Mario Franco, único gobernador peronista que había tenido la provincia, lo que motivó acusaciones en contra el exmandatario de haber boicoteado al partido después de la derrota de los candidatos que apoyaba. En esta ocasión, el justicialismo forjó una alianza con el Movimiento Patagónico Popular, encabezado por el ex intendente de Cipolletti Julio Rodolfo Salto, sumando también al minoritario Partido Demócrata Progresista y estableciendo el «Frente para el Cambio» (FEC). Salto, que entonces ejercía como diputado provincial poblacional y había abandonado el Partido Intransigente en 1992 para fundar el MPP, concurrió a las elecciones como candidato a vicegobernador del frente. Dicha coalición incrementó considerablemente las posibilidades de la oposición, con chances de superar, por primera vez, el 40% de los votos.
El Frente País Solidario o FREPASO se estableció en el distrito rionegrino, al igual que a nivel nacional, a finales de 1994 como una coalición entre el naciente Frente Grande y lo que quedaba del Partido Intransigente, muy debilitado tras la deserción de Salto, su principal dirigente en la provincia. Su candidato a gobernador fue el economista de Viedma Omar Lehner, quien fuera ministro de Economía provincial durante la gestión de Mario Franco y precandidato a gobernador por el justicialismo renovador en 1983. Perteneciente al sector más progresista del justicialismo, Lehner había abandonado el PJ a principios de la década y colaborado en la fundación del Frente Grande como respuesta a las políticas neoliberales de Menem. Su compañera de fórmula fue Ana María Barreneche. El ingreso de las dos terceras expresiones provinciales a coaliciones con las dos formaciones políticas mayoritarios: el Partido Provincial Rionegrino con el radicalismo y el Movimiento Patagónico Popular con el peronismo, condujo a que el FREPASO se convirtiera rápidamente en la tercera fuerza obvia de los comicios.
Hubo otros dos candidatos a gobernador, pero sin posibilidades de triunfo: Juan Pablo Ortiz se postuló para la gobernación por el Movimiento por la Dignidad y la Independencia o MODIN, liderado a nivel nacional por el líder militar Carapintada Aldo Rico (que se presentaba como candidato presidencial). A pesar de su endeble presencia en Río Negro, el MODIN local había cobrado cierto impulso después de arrebatar al PPR parte del voto conservador en las elecciones legislativas de 1993 y las de convencionales constituyentes de 1994. Por su parte, la izquierdista «Alianza Sur» (compuesta por el Partido Comunista y el Partido del Trabajo y del Pueblo) disputó solo los comicios gubernativos, sin lista legislativa, con Raúl Rajneri como candidato.

## Campaña
Contrarrestado por la situación financiera desfavorable, el conflicto social, y el muy probable efecto arrastre que pudiera tener en favor de Costanzo la candidatura presidencial de Menem, Verani centró su discurso en atacar al gobierno nacional, a quien culpó de la mayor parte de los males económicos de la provincia, rechazando las acusaciones de mal manejo local. El radicalismo rionegrino declaró que solo preservando la hegemonía de la UCR sobre el distrito se podía garantizar un modelo que defendiera el gasto público y «proteger» la provincia de los perjuicios del menemismo. Verani adhirió a las críticas vertidas por Massaccesi meses atrás, denunciando un supuesto complot menemista para desestabilizar la provincia en el marco de los comicios presidenciales que tenían al gobernador saliente como candidato. Sin embargo, Verani también se desmarcó económicamente de Massaccesi, prometiendo que de ganar iniciaría un proceso de achicamiento del gasto público progresivo, pero rechazando un ajuste masivo propuesto por el menemismo. Poco después de las elecciones, Verani se terminaría de separar de Massaccesi, culpándolo por negarse a implementar las políticas que él proponía para combatir la crisis hasta su juramentación en diciembre.
Por su parte, Costanzo se veía beneficiado por las circunstancias políticas y económicas tanto de la provincia como del país. Análisis posteriores critican que su tendencia a un triunfalismo excesivo en sus dos primeras candidaturas (1987 y 1995), en las que compitió con los factores nacionales a su favor, fueron detonantes en mayor o menor medida de las derrotas electorales que retrasaron la llegada del peronismo al poder en la provincia. Su estrategia parecía apuntar a que el contexto social crítico se corregiría fácilmente con ayuda del gobierno nacional, una vez que se consumara la reelección de Menem y su eventual elección como gobernador, por lo que se esperaba que el peronismo rionegrino ganara fácilmente las elecciones siempre y cuando realizara una campaña discreta que evitara un corte de boleta en su contra. A pesar de haber sido candidato de una facción del justicialismo renovador estatista, el discurso de Costanzo fue duramente menemista y neoliberal, prometiendo un programa de ajuste estructural y privatizaciones masivas. Costanzo afirmó que la administración pública, si bien si bien fue útil para sortear los procesos hiperinflacionarios de finales de la década de 1980, había demostrado ya su «ineficacia para conducir la administración del estado en un contexto de estabilidad». En consonancia con el lenguaje neoliberal empleado por otros candidatos de la época, el candidato peronista se refirió a la educación y a la salud como «servicios», y declaró que manejaría al estado «como si fuera una empresa privada». Buscó también establecer al gobierno de Massaccesi como único responsable de la crisis, y empleó el mismo eslogan electoral que manejaba el menemismo en la campaña presidencial: «Costanzo o el caos».
El candidato del FREPASO, Lehner, centró su discurso en cuestiones de corrupción y ética, buscando despegarse de las coyunturas económicas en un contexto que era electoralmente más favorable para los candidatos de corte neoliberal. En materia económica, cuando se expresó al respecto, postuló también como necesario algún tipo de recorte en el gasto público, pero que estuviera mayormente orientado al área administrativa, evitando realizar ajustes estructurales en materia de servicios esenciales, proponiendo un programa de «estricta austeridad». Lehner acusó a la administración de Massaccesi de corrupción, afirmando que los problemas económicos de la provincia se debían a que el gobierno había utilizado recursos públicos para financiar una vasta red clientelar como un eje que había permitido su preservación en el poder, proclamando que: «la forma de captar la voluntad de la gente a través del despreciable mecanismo de cambiar el voto por la satisfacción de una necesidad, es absolutamente criticable, debe investigarse y debe ser desterrada», comprometiéndose a «transparentar y dar un ejemplo de ética» si resultaba electo. Con respecto al justicialismo, Lehner rechazó las políticas menemistas y sostuvo que un plan de austeridad haría innecesaria una privatización masiva, afirmando que tanto Menem como Massaccesi constituían en su opinión un mismo modelo, que era necesario finalizar.

## Resultados

### Gobernador y vicegobernador
Los comicios se polarizaron al extremo entre las dos formaciones mayoritarias, el radicalismo y el justicialismo y, debido a la escasa diferencia de votos, el escrutinio que definió la elección del nuevo gobernador rionegrino se extendió por varios días. Iniciando con una ventaja clara en favor de la fórmula Costanzo-Salto, del frente Partido Justicialista-Movimiento Patagónico Popular, finalmente la tendencia comenzó a variar en favor del binomio Verani-Mendioroz, de la oficialista Unión Cívica Radical - Alianza por la Patagonia. La diferencia se achicó a menos de 0,30% a partir de las 2:30 de la madrugada del 15 de mayo. Costanzo afirmó que había un «empate técnico» y exigió la intervención del Ministerio del Interior de la Nación para realizar un escrutinio definitivo. Verani, por su parte, se declaró ganador en las primeras horas del día, adjudicándose la gobernación en lo que denominó «triunfo de unos pocos».
El escrutinio en última instancia definió la elección con un diminuto triunfo para Verani, con el 44,88% de los votos sobre el 44,59% de Costanzo, una diferencia de tan solo 624 votos exactos (0,29%), lo que resultó en la elección más estrecha de la historia electoral rionegrina, una inversión absoluta con respecto a la diferencia lograda por Massaccesi en su reelección, de 19,99 puntos, lo que implicó que, en tan solo cuatro años, el radicalismo hubiera visto licuados 19,70 puntos de apoyo electoral. En términos absolutos, Verani logró 97.849 adhesiones, lo que implica 9.493 votos más que Massaccesi en 1991, cuando la UCR compitió en solitario. Sin embargo, si se tiene en cuenta su alianza con el Partido Provincial Rionegrino y el Partido Demócrata Cristiano, que concurrieron a las elecciones anteriores con las candidaturas de Julio Rajneri y Edgardo Bagli, la unidad resultante daría 108.348 sufragios (un 56,95% de los votos) lo que representaría en 1995 una caída de 10.499 votos absolutos y 12,07 puntos porcentuales. El justicialismo, por su parte, enfrentó su cuarta derrota consecutiva y la segunda protagonizada por Costanzo, si bien obtuvo el mejor resultado electoral su historia y su más alto porcentaje sin ganar las elecciones con un 44,59%, ubicándose solo por debajo de los triunfos de Mario Franco en 1973 (46,07%) y Carlos Ernesto Soria en 2011 (51,04%) y superando también a la victoria de Arturo Amadeo Llanos en 1962 (39,28%). Se trató de la primera instancia desde la restauración de la democracia en que el segundo candidato más votado superaba por sí solo el 40% de las preferencias.
Existió un elevado corte de boleta que favoreció a Verani en detrimento de Massaccesi, permitiendo que el postulante radical fuera elegido gobernador mientras que Menem se imponía por una diferencia de siete puntos en el distrito donde gobernaba su oponente radical. Costanzo obtuvo 2.005 votos menos que Menem en la provincia, lo que no representaba una gran proporción, pero sí pudo costarle la elección para gobernador debido a la escasa diferencia. Verani, por su parte, obtuvo 13.677 votos más que Massaccesi, en su mayoría provenientes del FREPASO. Este corte de boleta no fue inusual en el resto de la elección y Massaccesi (que no pudo ganar en ningún distrito electoral del país), fue descartado por numerosos votantes que apoyaron la elección o reelección de otros tres gobernadores radicales el mismo día (Arnoldo Aníbal Castillo en Catamarca, Carlos Maestro en Chubut, y Ramón Mestre en Córdoba).
Con respecto a las terceras fuerzas, el escenario se vio complicado por la ausencia de formaciones provinciales compitiendo (los cinco candidatos a gobernador apoyaban a un candidato presidencial nacional). Sin embargo, al igual que en los anteriores comicios continuó existiendo una proporción relativamente alta del electorado descontenta con el bipartidismo peronista-radical que afectó en gran medida la relación entre las dos fuerzas, perjudicando al peronismo. La fórmula Lehner-Barreneche, del Frente País Solidario, obtuvo en la provincia un bajo tercer lugar con el 9,33% de los sufragios, un resultado muy inferior al logrado en las elecciones presidenciales y se evidenció un corte de boleta en detrimento de la candidatura provincia: de 36.183 electores que votaron por José Octavio Bordón, 15.840 no lo hicieron por Lehner. Fue la segunda vez en la historia electoral de la provincia, después de 1983 en que el candidato del tercer partido más votado no conseguía, al menos, un 10% de los votos. El Movimiento por la Dignidad y la Independencia, que postulaba a Juan Pablo Ortiz como candidato a goberandor, obtuvo 1.673 sufragios o un 0,77% de los votos positivos, lo que implicó la pérdida de 13.914 votos con respecto a las elecciones de convencionales constituyentes trece meses atrás, en las que había logrado el 7,91% de los votos, representando la desaparición de un 89,27% de su electorado. La Alianza Sur, con Raúl Rajneri como postulante, no había concurrido a los comicios constituyentes del año anterior y obtuvo solo 936 votos (0,43%), menos de la mitad que los 1.878 sufragios que obtuvo el Partido del Trabajo y del Pueblo en las elecciones legislativas de 1993.
|  | 44,88 % |

|  | 44,59 % |

|  | 9,33 % |

|  | 0,77 % |

|  | 0,43 % |

|  | 92,01 % |

|  | 7,05 % |

|  | 0,89 % |

|  | 0,05 % |

|  | 100 % |

|  | 83,20 % |

### Legislatura Provincial
|  | 45,12 % |

|  | 45,53 % |

|  | 44,25 % |

|  | 44,36 % |

|  | 9,81 % |

|  | 9,85 % |

|  | 0,82 % |

|  | 0,27 % |

|  | 88,73 % |

|  | 87,58 % |

|  | 10,32 % |

|  | 11,44 % |

|  | 0,86 % |

|  | 0,87 % |

|  | 0,09 % |

|  | 0,12 % |

|  | 100 % |

|  | 100 % |

|  | 83,20 % |

|  | 83,20 % |

#### Electos por circuitos electorales
| Circuito          | Legislador                 | Partido | Partido                  |
| ----------------- | -------------------------- | ------- | ------------------------ |
| Alto Valle Centro | Ricardo Jorge Sarandía     |         | Alianza por la Patagonia |
| Alto Valle Centro | Carlos Antonio Sánchez     |         | Alianza por la Patagonia |
| Alto Valle Centro | Mariano Alfredo Remón      |         | Frente para el Cambio    |
| Alto Valle Este   | Olga Ena Massaccesi        |         | Alianza por la Patagonia |
| Alto Valle Este   | Eduardo E. Chiuchiarelli   |         | Alianza por la Patagonia |
| Alto Valle Este   | Oscar Eduardo Díaz         |         | Frente para el Cambio    |
| Alto Valle Oeste  | Raúl Hernán Mon            |         | Frente para el Cambio    |
| Alto Valle Oeste  | Néstor Méndez              |         | Frente para el Cambio    |
| Alto Valle Oeste  | Víctor Hugo Medina         |         | Alianza por la Patagonia |
| Andino            | Juan Bolonci               |         | Frente para el Cambio    |
| Andino            | Roberto Barros             |         | Frente para el Cambio    |
| Andino            | Daniel Fernando Agostino   |         | Alianza por la Patagonia |
| Atlántico         | Juan Carlos Montecino      |         | Frente para el Cambio    |
| Atlántico         | Lucio G. Benítez Guitérrez |         | Frente para el Cambio    |
| Atlántico         | Alfredo Omar Lassalle      |         | Alianza por la Patagonia |
| Línea Sur         | Esteban Joaquín Rodrigo    |         | Alianza por la Patagonia |
| Línea Sur         | Alfonso Raúl Lencina       |         | Alianza por la Patagonia |
| Línea Sur         | Ángela María Penroz        |         | Frente para el Cambio    |
| Valle Inferior    | Juan Manuel Muñoz          |         | Alianza por la Patagonia |
| Valle Inferior    | Mariano Ramón Palomar      |         | Alianza por la Patagonia |
| Valle Inferior    | Carlos Alberto Larreguy    |         | Frente para el Cambio    |
| Valle Medio       | Juan Manuel Accatino       |         | Alianza por la Patagonia |
| Valle Medio       | Mercedes Amanda Isidori    |         | Alianza por la Patagonia |
| Valle Medio       | Alcides Pinazo             |         | Frente para el Cambio    |

### Consulta popular no vinculante
|  | 86,67 % |

|  | 13,33 % |

|  | 74,26 % |

|  | 22,78 % |

|  | 2,96 % |

|  | 100 % |